# Rue du Buis
La rue du Buis est une voie dans le quartier d'Auteuil du 16e arrondissement de Paris.

## Situation et accès
Longeant la place de l'Église-d'Auteuil, elle commence 2 rue Chardon-Lagache et finit 11 rue d'Auteuil. Elle mesure 93 mètres de long pour une largeur minimum de 8 mètres.
La rue est desservie par la ligne 10 à la station Église d'Auteuil.

## Origine du nom
Cette voie, comme la rue Boissière à Passy, doit son nom à la présence d'une ancienne croix boissière, une croix ornée de buis lors du dimanche des Rameaux.

## Historique

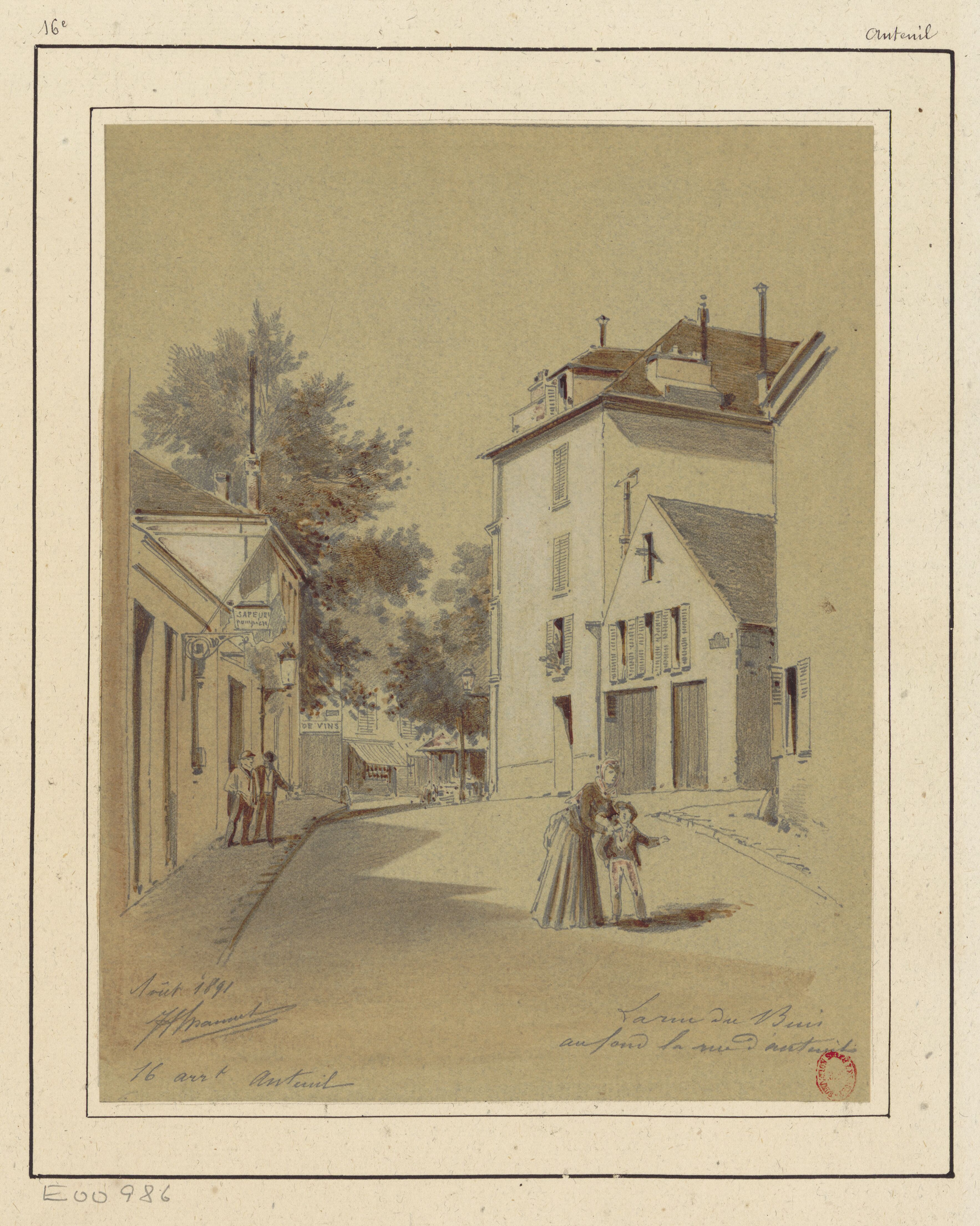
Vue de la rue en 1891 (dessin de Jules-Adolphe Chauvet).

Il s'agissait autrefois d'un sentier, mentionné comme « rue du Bouys » en 1755. À l'origine, la voie n'allait pas au-delà de la rue Verderet ; elle est prolongée lors du percement de la rue Chardon-Lagache en 1862 (à l'époque rue de la Municipalité).
Cette voie de l'ancienne commune d'Auteuil est classée dans la voirie parisienne par un décret du 23 mai 1863.

## Bâtiments remarquables et lieux de mémoire
- Les nos 2-4-6 sont des maisons du XVIIIe siècle, issues de la transformation d'un bâtiment de cette époque. Elles comportent « pilastres, guirlandes, mascarons, frise »[1].
- L'écrivaine féministe Olympe de Gouge habita dans la maison du no 4. En 1793, sous la Révolution française, six hommes armés de piques vinrent l'arrêter un soir[1]. Une plaque commémorative apposée sur l'immeuble lui rend hommage.
- Le lycée Jean-Baptiste-Say, au croisement avec la rue d'Auteuil.

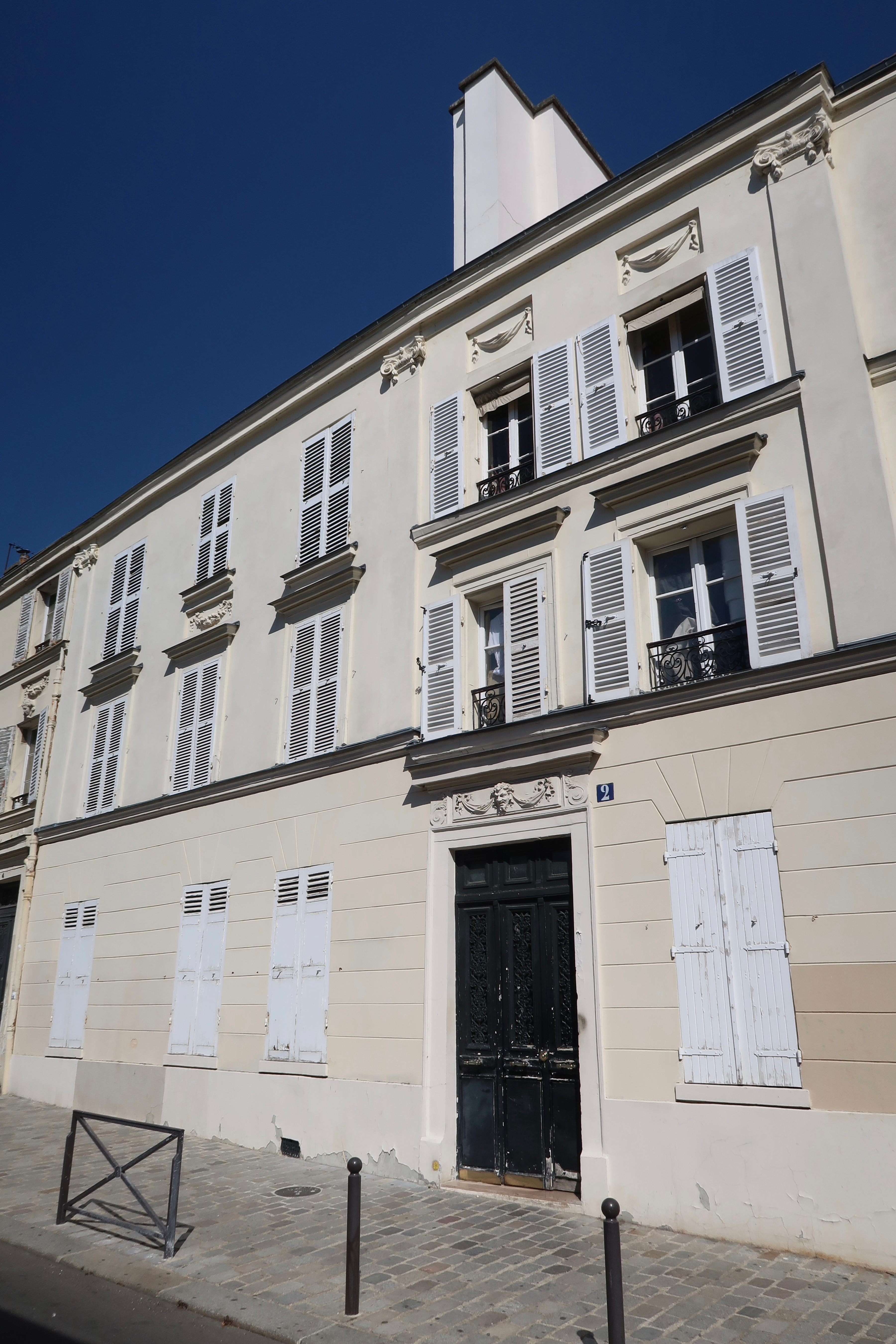
No 2.
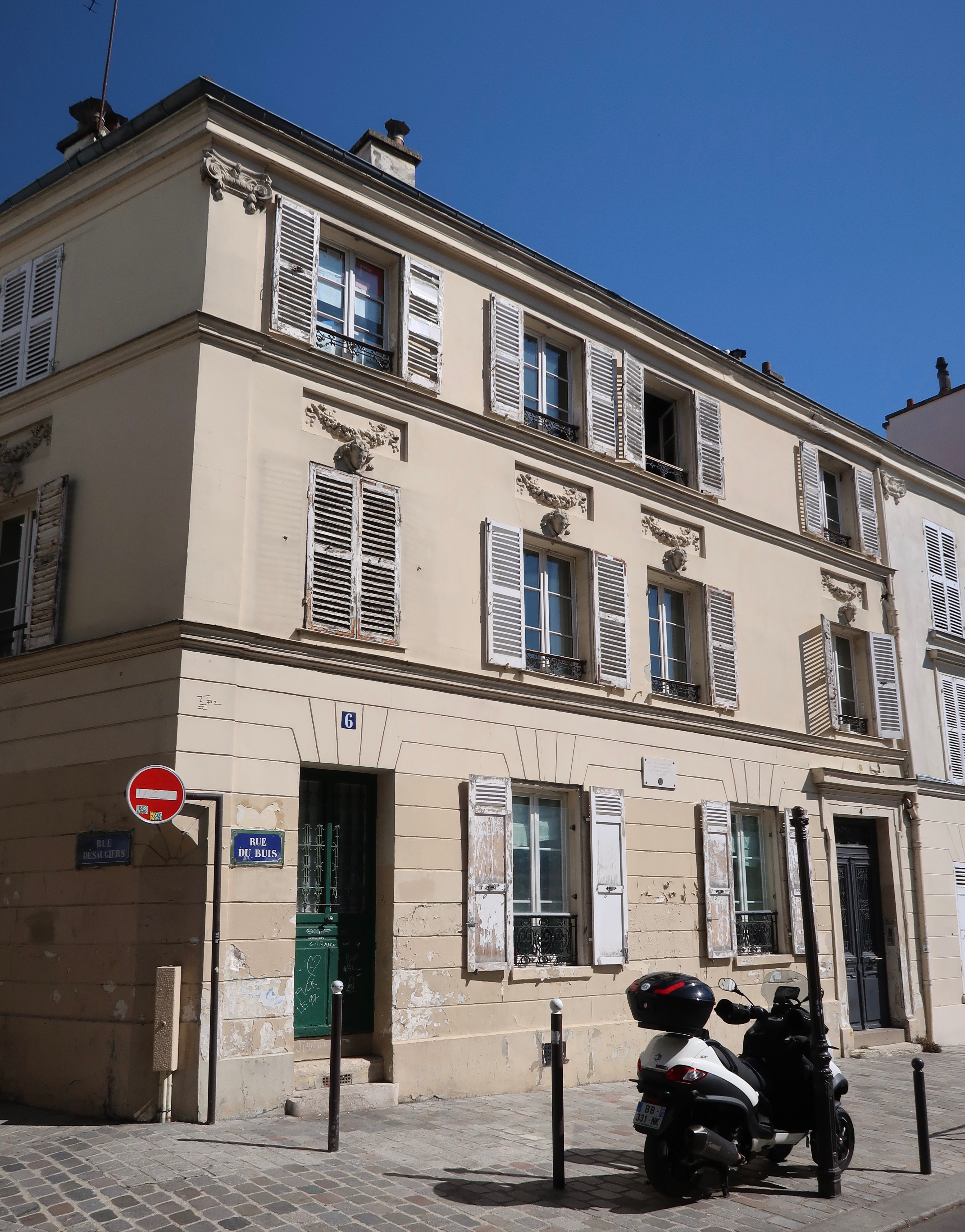
No 4.
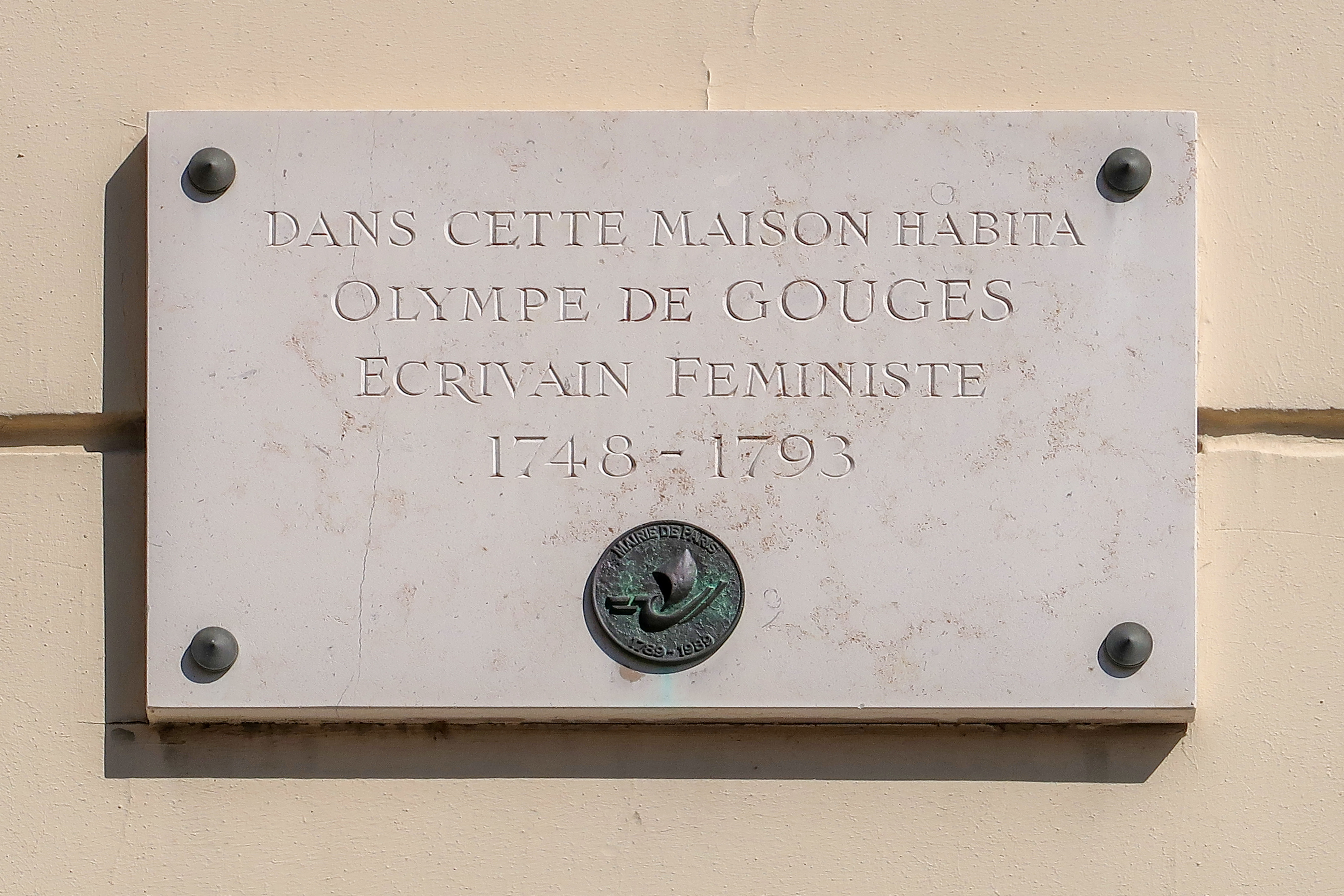
Plaque au no 4.
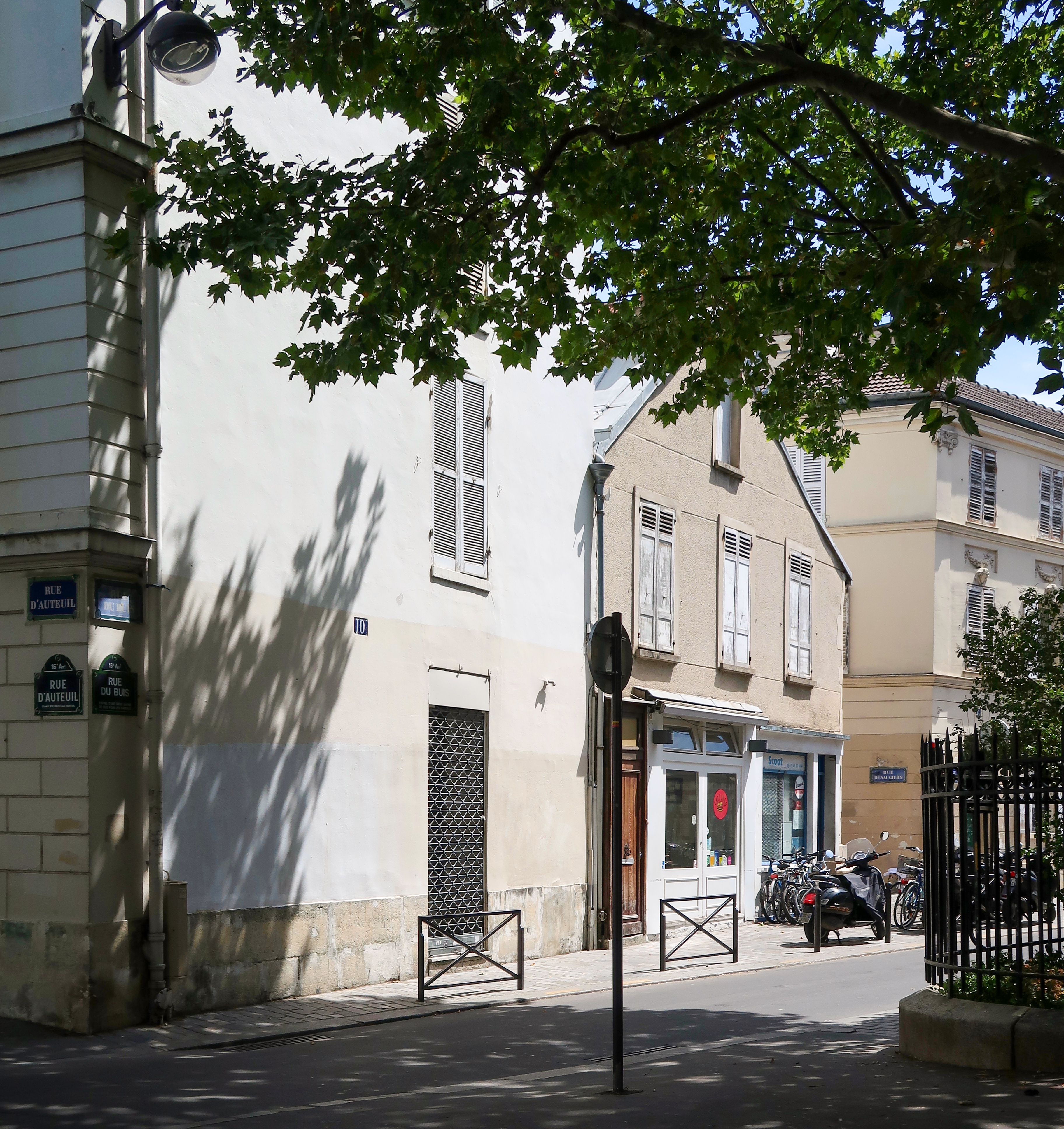
No 10.